# Generation Terrorists
Generation Terrorists là album phòng thu đầu tay của ban nhạc alternative rock người xứ Wales Manic Street Preachers, do hãng thu âm Columbia Records phát hành vào ngày 10 tháng 2 năm 1992. 
Sau làn sóng gây chú ý đáng kể và "hồ sơ báo chí cao bất thường" mà đĩa đơn trước của ban nhạc là "Motown Junk" (1991) tạo ra, giới phê bình đã mong chờ Generation Terrorists từ lâu bởi các thành viên của nhóm tuyên bố rằng album đầu tay này sẽ là "album nhạc rock vĩ đại nhất từ trước đến nay" và tiêu thụ khoảng 16 triệu bản trên khắp thế giới, từ "Băng Cốc đến Senegal". Album được thu âm từ tháng 7 đến tháng 12 năm 1991 và phát hành vào tháng 2 năm 1992, song không đáp ứng được doanh số như kỳ vọng, dù vậy tác phẩm vẫn giành chứng nhận Đĩa Vàng tại Anh Quốc và lọt vào Top 100 tại Nhật Bản.

## Nội dung

### Phong cách nhạc
Tạp chí The Quietus miêu tả về phong cách nhạc của album: "tác phẩm phải nghe thật lỗi thời, phải thật cường điệu. Nếu bạn định đập tan tòa lâu đài hào nhoáng của văn hóa pop phương Tây, bạn không thể làm điều đó một cách tinh tế hay khéo léo được, phải không? [...] Generation Terrorists cố tình đẩy mọi thứ đi quá xa, bôi đậm đến mức thừa thãi và 'xả đạn' không tiếc tay ở mọi khúc quanh." Cây viết của Joe Tangari Pitchfork nhận xét rằng Generation Terrorists "đi trên một ranh giới kỳ lạ giữa punk phản kháng, rock khoa trương, giai điệu lãng mạn và glam, và bắt chước London Calling của The Clash một cách lộ liễu đến mức đáng yêu." AllMusic, Rolling Stone và PopMatters đều lần lượt phân album ở các thể loại "hard rock, glam rock và punk rock". Những nguồn ảnh hưởng khác trong album còn có Guns N' Roses và New York Dolls.

### Ca từ
Tất cả lời nhạc đều do Richey Edwards và Nicky Wire viết, trong khi tất cả phần nhạc do James Dean Bradfield và Sean Moore sáng tác (ngoại trừ "Damn Dog" - bản hát lại một ca khúc của Sleez Sisters từ bộ phim điện ảnh năm 1980 Times Square). Lời bài hát trong album mang đậm màu sắc chính trị, tương đồng với phong cách của The Clash và Public Enemy. Các bài hát liên tục chuyển đổi giữa những lời chỉ trích chủ nghĩa tư bản toàn cầu sang những câu chuyện cá nhân về tuyệt vọng và khủng hoảng tuổi trẻ. Một số ví dụ tiêu biểu cho khía cạnh chính trị của Generation Terrorists gồm: bài mở đầu "Slash 'n' Burn" xoáy sâu vào chủ đề bóc lột thế giới thứ ba; bài "Repeat (Stars and Stripes)" - bản remix từ chính bài ca chống chế độ quân chủ của ban nhạc do đội sản xuất nhạc The Bomb Squad của Public Enemy thực hiện và "Another Invented Disease" - tựa bài có chủ ý chơi chữ về căn bệnh AIDS, ám chỉ thuyết âm mưu virus này được tạo ra bởi các nhà khoa học chiến tranh sinh học của Mỹ.
Những bài hát khác kết hợp chủ đề cá nhân và chính trị, ám chỉ mối liên hệ giữa chủ nghĩa tư bản toàn cầu và những xung đột nội tâm. "Nat West-Barclays-Midlands-Lloyds" được sáng tác như để chỉ trích chính sách tín dụng ngân hàng ở hải ngoại, nhưng đồng thời phản ánh những vấn đề cá nhân của Richey Edwards liên quan đến thấu chi và những khoản vay bị từ chối. Marc Burrows của Drowned in Sound nhận định bài hát này là một dự báo chính xác về "khủng hoảng tài chính toàn cầu" cùng những hệ lụy của nó lên đời sống thường nhật. Trong khi đó đĩa "Motorcycle Emptiness" phê phán chủ nghĩa tiêu dùng như một 'giấc mơ hời hợt', đã biến đời sống con người thành thứ hàng hóa thương mại. Priya Elan của NME miêu tả "Little Baby Nothing" (một bản song ca giữa Traci Lords và Bradfield) là "một khung hình hoàn hảo về sự ngây thơ [nữ tính] bị đánh cắp và bóp méo'".

## Phát hành
Generation Terrorists được phát hành vào ngày 10 tháng 2 năm 1992. Album giành vị trí quán quân trên UK Rock Chart và lúc đầu tiêu thụ 250.000 bản trên toàn thế giới. Những doanh số trên diễn ra trùng với lễ trao giải Brit 1992, trong đó những album giành chiến thắng hôm đó đã đẩy Generation Terrorists xuống vị trí thứ 13 trên UK Albums Chart. Những bản in bìa đầu tiên có chứa một mẫu thoại từ bộ phim Chuyến tàu mang tên dục vọng lúc bắt đầu bài "Little Baby Nothing". Nó đã bị xóa khỏi các ấn bản sau này và không hề xuất hiện trong ấn bản kỉ niệm 20 năm của album. Thành công của Everything Must Go năm 1996 tại lễ trao giải Brit năm 1997 đã khẳng định rằng doanh số của Generation Terrorists và cả những album kế tiếp như Gold Against the Soul và The Holy Bible đem lại thành công khá muộn cho Manics; sản phẩm đầu tay của ban nhạc bán được thêm 110.000 bản. Album cũng thất bại tại thị trường Hoa Kỳ với doanh số vỏn vẹn 35.000 đơn vị. Nhà báo chuyên về âm nhạc Simon Price cho rằng điều này xảy ra là bởi sự xuất hiện của những ban nhạc như Nirvana, Pearl Jam và Soundgarden, được ví như "[các] siêu sao rock xuất sắc thế hệ mới".

## Đánh giá chuyên môn
| Đánh giá chuyên môn | Đánh giá chuyên môn |
| Nguồn đánh giá      | Nguồn đánh giá      |
| Nguồn               | Đánh giá            |
| ------------------- | ------------------- |
| AllMusic            | [ 6 ]               |
| Alternative Press   | [ 19 ]              |
| BBC                 | yêu thích           |
| Clash               | 8/10                |
| Drowned in Sound    | 8/10                |
| The Guardian        | [ 23 ]              |
| The Independent     | [ 24 ]              |
| NME                 | 10/10               |
| Q                   | [ 25 ]              |
| The Quietus         | yêu thích           |

Ngay sau khi phát hành, Generation Terrorists đã nhận được phản ứng tích cực từ các tạp chí như Kerrang! và RAW, cùng vị trí số 15 trong danh sách album của năm 1992 do NME bình chọn. Trong bài đánh giá về phiên bản tái bản năm 2012 của album, nhà phê bình Andy Gil của The Independent nhấn mạnh rằng bản nhạc từng bị 'chê bai là thứ nhái rẻ tiền của The Clash' trong nhiều đánh giá đương thời, nhưng giờ đây nó 'mang một sắc thái sắc lạnh đầy ấn tượng. Những lời chỉ trích album chủ yếu là về thời lượng và thiếu "kiểm soát chất lượng". Richey Edwards cho biết "mọi người đều biết rằng album đầu tiên sẽ hay hơn nếu chúng tôi tống khứ hết đống phân đi".
NME đã liệt Generation Terrorists là album đầu tay vĩ đại thứ 18 trong vòng 50 năm qua, miêu tả bản nhạc là "nổi giận vì trời sáng, the Manics đã thổi bùng lên bản tuyên ngôn của họ trong những tiếng rít ghiền của guitar punk". Năm 2012 trong bài viết "In Depth", Dom Gourlay của tạp chí Drowned in Sound đã xướng tên Generation Terrorists là sản phẩm đầu tay quan trọng nhất của thập niên 1990. Trong một số xuất bản của tạp chí Q vào tháng 2 năm 2011, album được các độc giả bầu chọn ở vị trí số 77 trong "250 album hay nhất trong suốt dòng hoạt động của Q" với sự góp mặt của các album từ năm 1986 đến 2011. Tạp chí trên cũng trao cho nhạc phẩm giải thưởng album kinh điển tại lễ trao giải Q Awards 2012.

## Danh sách ca khúc
Tất cả lời bài hát được viết bởi Richey Edwards và Nicky Wire; tất cả nhạc phẩm được soạn bởi James Dean Bradfield và Sean Moore, ngoại trừ "Damn Dog" của Jacob Brackman và Billy Mernit.
| STT | Nhan đề                                               | Thời lượng |
| --- | ----------------------------------------------------- | ---------- |
| 1.  | "Slash 'n' Burn"                                      | 3:59       |
| 2.  | "Nat West–Barclays–Midlands–Lloyds"                   | 4:32       |
| 3.  | "Born to End"                                         | 3:55       |
| 4.  | "Motorcycle Emptiness"                                | 6:08       |
| 5.  | "You Love Us"                                         | 4:18       |
| 6.  | "Love's Sweet Exile"                                  | 3:29       |
| 7.  | "Little Baby Nothing" (5:22 trong những bìa đầu tiên) | 4:59       |
| 8.  | "Repeat (Stars and Stripes)"                          | 4:09       |
| 9.  | "Tennessee"                                           | 3:06       |
| 10. | "Another Invented Disease"                            | 3:24       |
| 11. | "Stay Beautiful"                                      | 3:10       |
| 12. | "So Dead"                                             | 4:28       |
| 13. | "Repeat (UK)"                                         | 3:09       |
| 14. | "Spectators of Suicide"                               | 4:40       |
| 15. | "Damn Dog"                                            | 1:52       |
| 16. | "Crucifix Kiss"                                       | 3:39       |
| 17. | "Methadone Pretty"                                    | 3:57       |
| 18. | "Condemned to Rock 'n' Roll"                          | 6:06       |

| Bài hát tặng kèm ở Nhật | Bài hát tặng kèm ở Nhật   | Bài hát tặng kèm ở Nhật |
| STT                     | Nhan đề                   | Thời lượng              |
| ----------------------- | ------------------------- | ----------------------- |
| 19.                     | "A Vision of Dead Desire" | 3:14                    |

| Bài hát tặng kèm tái bản ở Nhật năm 1998 | Bài hát tặng kèm tái bản ở Nhật năm 1998 | Bài hát tặng kèm tái bản ở Nhật năm 1998 |
| STT                                      | Nhan đề                                  | Thời lượng                               |
| ---------------------------------------- | ---------------------------------------- | ---------------------------------------- |
| 19.                                      | "Motown Junk"                            | 3:58                                     |

| Danh sách bài hát ở Mỹ | Danh sách bài hát ở Mỹ              | Danh sách bài hát ở Mỹ |
| STT                    | Nhan đề                             | Thời lượng             |
| ---------------------- | ----------------------------------- | ---------------------- |
| 1.                     | "Slash 'n' Burn"                    | 3:59                   |
| 2.                     | "Nat West–Barclays–Midlands–Lloyds" | 4:32                   |
| 3.                     | "Love's Sweet Exile"                | 3:29                   |
| 4.                     | "Little Baby Nothing"               | 4:59                   |
| 5.                     | "Another Invented Disease"          | 3:24                   |
| 6.                     | "Stay Beautiful"                    | 3:10                   |
| 7.                     | "Repeat (L.H. Anh)"                 | 3:09                   |
| 8.                     | "You Love Us"                       | 4:18                   |
| 9.                     | "Democracy Coma"                    | 3:45                   |
| 10.                    | "Crucifix Kiss"                     | 3:39                   |
| 11.                    | "Motorcycle Emptiness"              | 6:08                   |
| 12.                    | "Tennessee"                         | 3:06                   |
| 13.                    | "Repeat (Stars and Stripes)"        | 4:09                   |
| 14.                    | "Condemned to Rock 'n' Roll"        | 6:06                   |

| Bài tặng kèm ấn bản kỉ niệm 20 năm | Bài tặng kèm ấn bản kỉ niệm 20 năm         | Bài tặng kèm ấn bản kỉ niệm 20 năm |
| STT                                | Nhan đề                                    | Thời lượng                         |
| ---------------------------------- | ------------------------------------------ | ---------------------------------- |
| 19.                                | "Theme from M*A*S*H (Suicide Is Painless)" |                                    |

| Đĩa tặng kèm ấn bản kỉ niệm 20 năm | Đĩa tặng kèm ấn bản kỉ niệm 20 năm                   | Đĩa tặng kèm ấn bản kỉ niệm 20 năm |
| STT                                | Nhan đề                                              | Thời lượng                         |
| ---------------------------------- | ---------------------------------------------------- | ---------------------------------- |
| 1.                                 | "Slash 'n' Burn" (House in the Woods Demo)           |                                    |
| 2.                                 | "Nat West–Barclays–Midlands–Lloyds" (Marcus Demo)    |                                    |
| 3.                                 | "Born to End" (Marcus Demo)                          |                                    |
| 4.                                 | "Motorcycle Emptiness" (House in the Woods Demo)     |                                    |
| 5.                                 | "You Love Us" (Heavenly Version)                     |                                    |
| 6.                                 | "Love's Sweet Exile" (House in the Woods Demo)       |                                    |
| 7.                                 | "Little Baby Nothing" (House in the Woods Demo)      |                                    |
| 8.                                 | "Repeat" (Marcus Demo)                               |                                    |
| 9.                                 | "Tennessee" (House in the Woods Demo)                |                                    |
| 10.                                | "Another Invented Disease" (House in the Woods Demo) |                                    |
| 11.                                | "Stay Beautiful" (Marcus Demo)                       |                                    |
| 12.                                | "So Dead" (House in the Woods Demo)                  |                                    |
| 13.                                | "Repeat" (House in the Woods Demo)                   |                                    |
| 14.                                | "Spectators of Suicide" (House in the Woods Demo)    |                                    |
| 15.                                | "Damn Dog" (Live)                                    |                                    |
| 16.                                | "Crucifix Kiss" (Marcus Demo)                        |                                    |
| 17.                                | "Methadone Pretty" (House in the Woods Demo)         |                                    |
| 18.                                | "Suicide Alley" (South Wales Demo)                   |                                    |
| 19.                                | "New Art Riot" (South Wales Demo)                    |                                    |
| 20.                                | "Motown Junk" (London Studio Demo)                   |                                    |
| 21.                                | "Motown Junk"                                        |                                    |

| Ấn bản DVD kỉ niệm 20 năm | Ấn bản DVD kỉ niệm 20 năm                                                       | Ấn bản DVD kỉ niệm 20 năm |
| STT                       | Nhan đề                                                                         | Thời lượng                |
| ------------------------- | ------------------------------------------------------------------------------- | ------------------------- |
| 1.                        | "Culture, Alienation, Boredom and Despair" (a film about Generation Terrorists) |                           |
| 2.                        | "Unseen super eight montage"                                                    |                           |
| 3.                        | "Home road movie"                                                               |                           |
| 4.                        | "Motown Junk" (video)                                                           |                           |
| 5.                        | "You Love Us (Heavenly Version)" (video)                                        |                           |
| 6.                        | "Stay Beautiful" (video)                                                        |                           |
| 7.                        | "Loves [sic] Sweet Exile" (video)                                               |                           |
| 8.                        | "You Love Us (Columbia Version)" (video)                                        |                           |
| 9.                        | "Slash 'n' Burn" (video)                                                        |                           |
| 10.                       | "Motorcycle Emptiness" (video)                                                  |                           |
| 11.                       | "Theme from M*A*S*H (Suicide Is Painless)" (video)                              |                           |
| 12.                       | "Little Baby Nothing" (video)                                                   |                           |
| 13.                       | "Repeat" (video)                                                                |                           |
| 14.                       | "Nat West–Barclays–Midlands–Lloyds" (video)                                     |                           |
| 15.                       | "Snub" (Generation Terrorists at the BBC)                                       |                           |
| 16.                       | "Rapido" (Generation Terrorists at the BBC)                                     |                           |
| 17.                       | "Band Explosion" (Generation Terrorists at the BBC)                             |                           |
| 18.                       | "Rapido" (Generation Terrorists at the BBC)                                     |                           |
| 19.                       | "You Love Us" (Top of the Pops)                                                 |                           |
| 20.                       | "Motorcycle Emptiness" (Top of the Pops)                                        |                           |
| 21.                       | "Theme from M*A*S*H (Suicide Is Painless)" (Top of the Pops)                    |                           |

## Xếp hạng và chứng nhận
| Xếp hạng (1992)         | Vị trí cao nhất |
| ----------------------- | --------------- |
| UK Rock Chart           | 1               |
| Album Anh Quốc (OCC)    | 13              |
| Album Nhật Bản (Oricon) | 60              |

| Xếp hạng (2012)      | Vị trí cao nhất |
| -------------------- | --------------- |
| Album Anh Quốc (OCC) | 48              |

| Quốc gia                                                                           | Chứng nhận | Số đơn vị/doanh số chứng nhận |
| ---------------------------------------------------------------------------------- | ---------- | ----------------------------- |
| Anh Quốc (BPI)                                                                     | Vàng       | 100.000^                      |
| * Chứng nhận dựa theo doanh số tiêu thụ. ^ Chứng nhận dựa theo doanh số nhập hàng. |            |                               |